# Sokolnice (zámek)
Zámek v Sokolnicích v okrese Brno-venkov v Jihomoravském kraji byl jako renesanční tvrz postaven roku 1560 tehdejším majitelem Petrem Sadovským ze Sloupna. Roku 1705 jej koupil Walter Xaver z Ditrichštejna, jehož nástupce Jan Leopold jej s účastí architekta Františka Antonína Grimma přestavěl na dvoupodlažní barokní zámek s kaplí. Roku 1843 zámek zakoupili Mitrovští z Mitrovic a Nemyšle, kteří z něj učinili své rodové sídlo a v polovině 19. století jej přebudovali do novogotické podoby. Na zámku byla i ústřední kancelář statků Mitrovských.
Po roce 1945 se stal zámek majetkem státu, sloužil jako domov pro běžence, domov odpočinku a domov důchodců, dnes je v něm umístěn domov pro seniory. K zámku přiléhá veřejně přístupný park v anglickém stylu, na něj pak navazuje bývalá zámecká obora.
Zámek včetně parku a obory je chráněn jako kulturní památka České republiky.

## Galerie

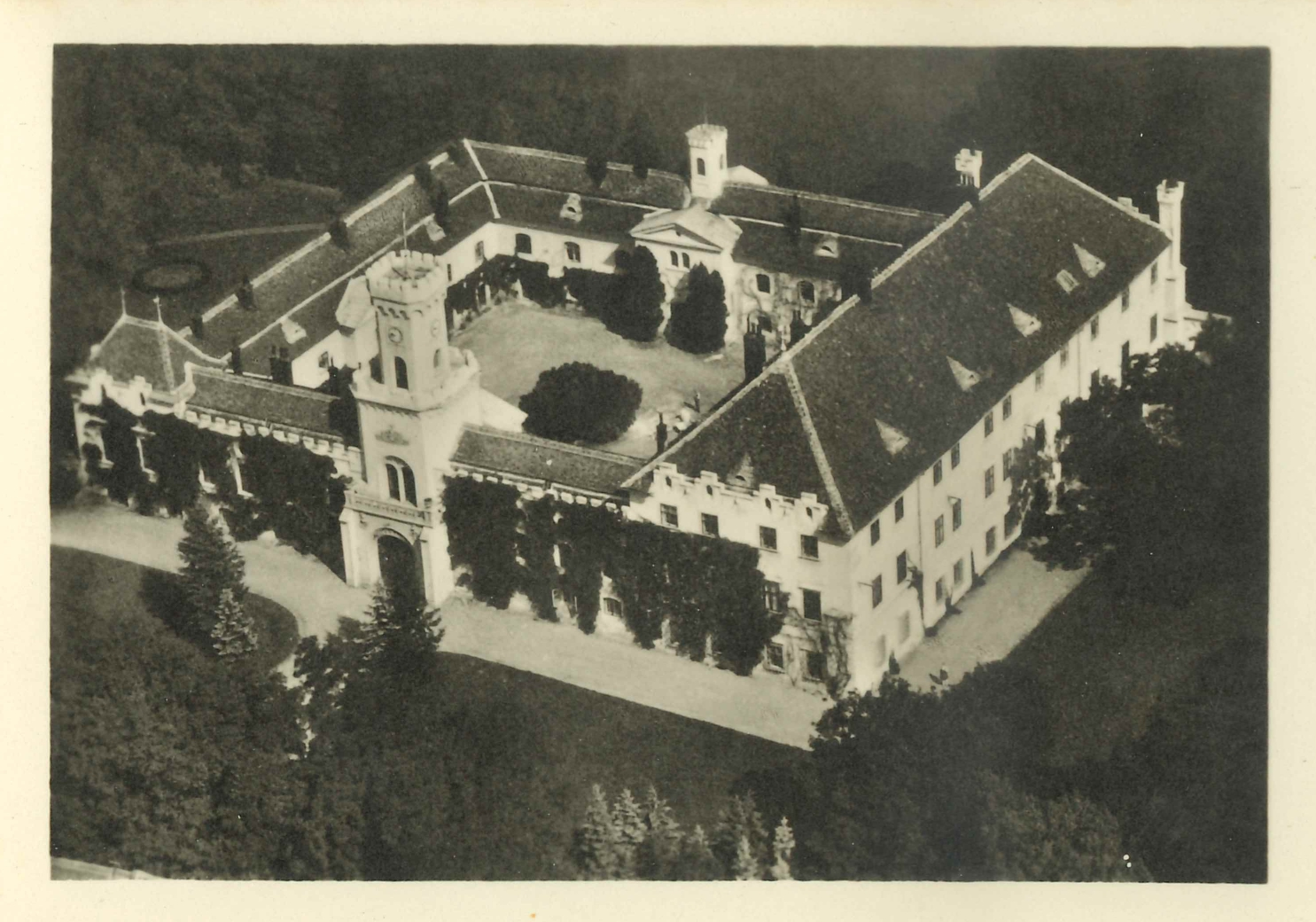
letecký pohled, kolem roku 1930
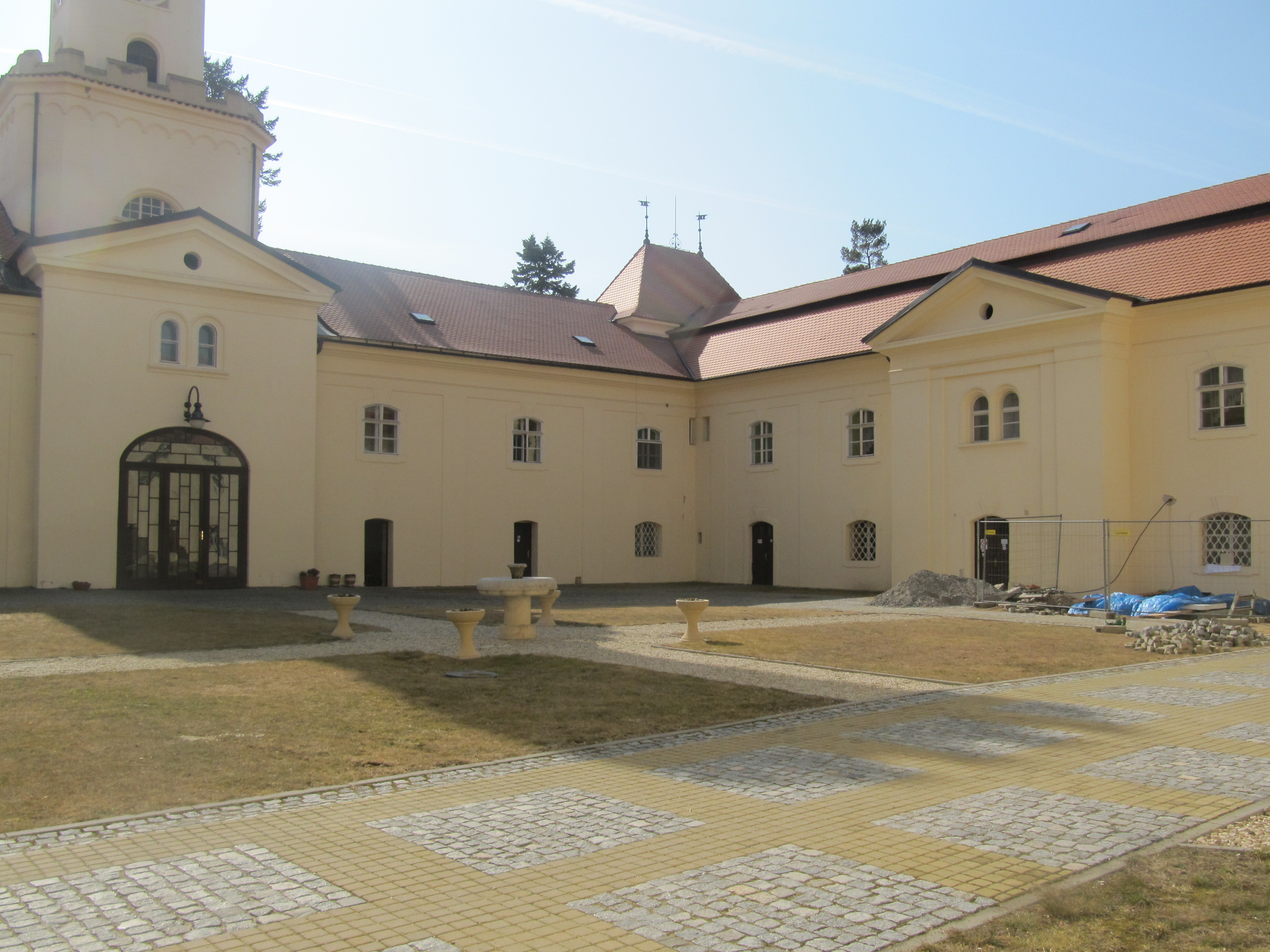
nádvoří zámku
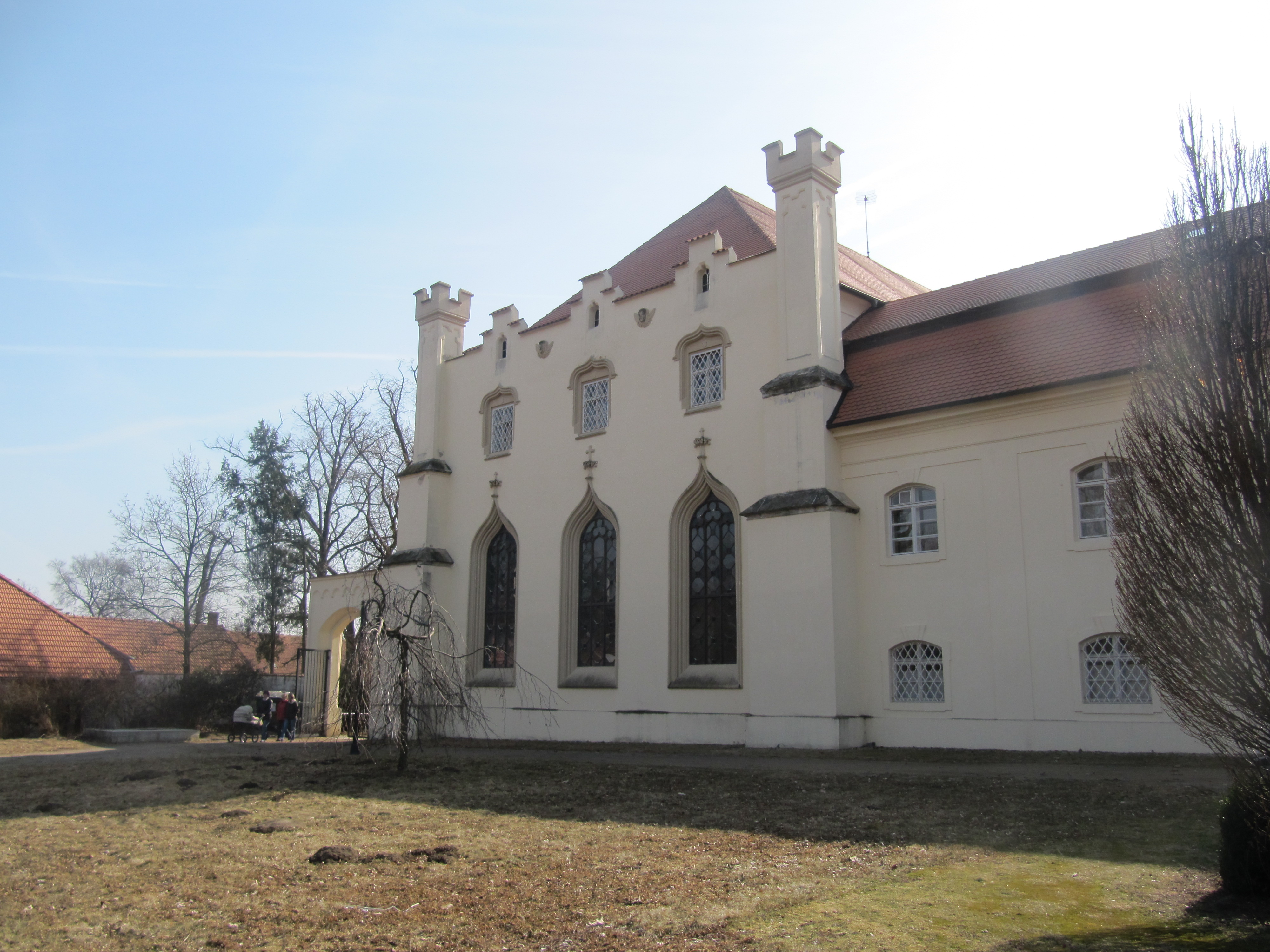
zámecká kaple
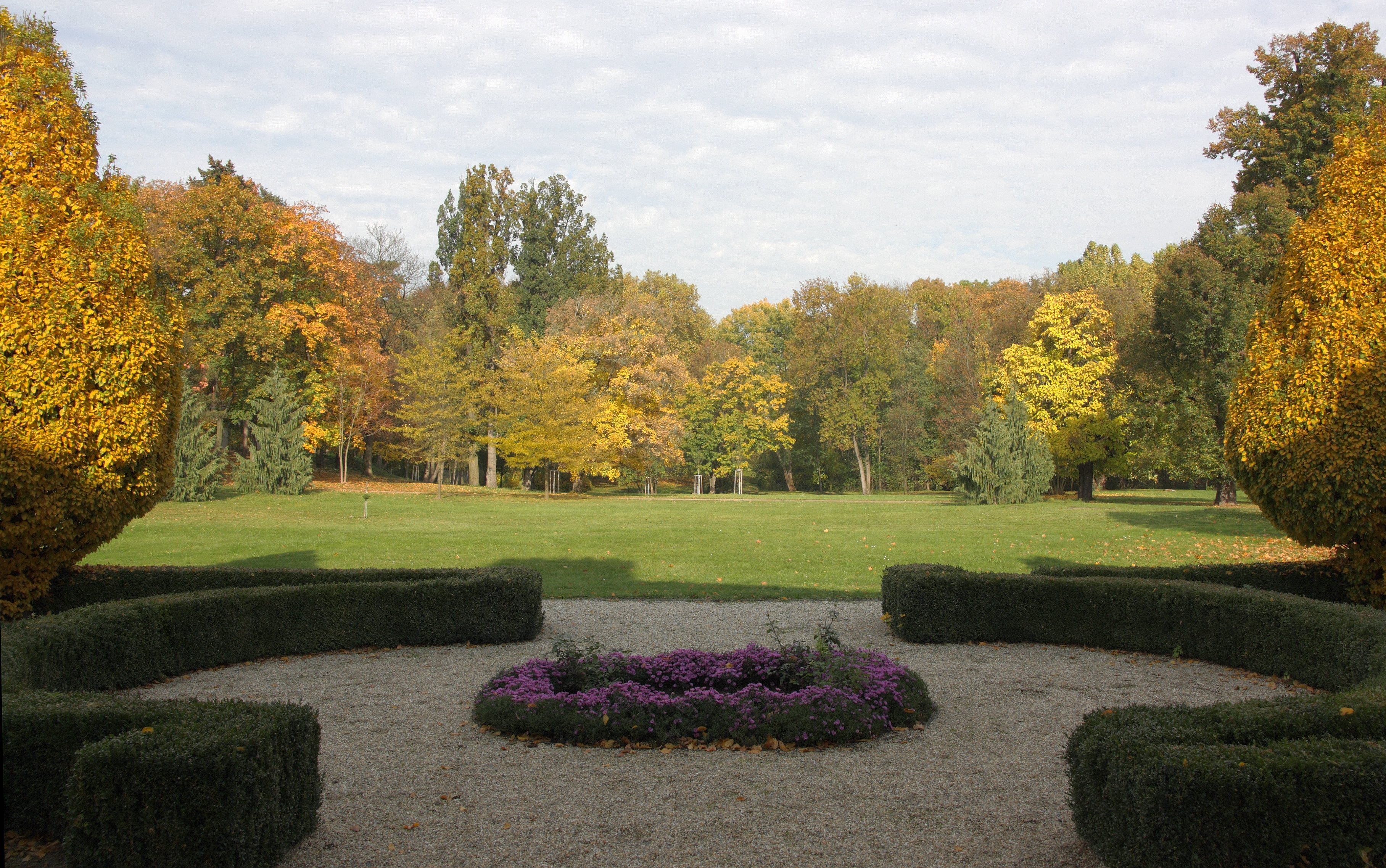
zámecký park
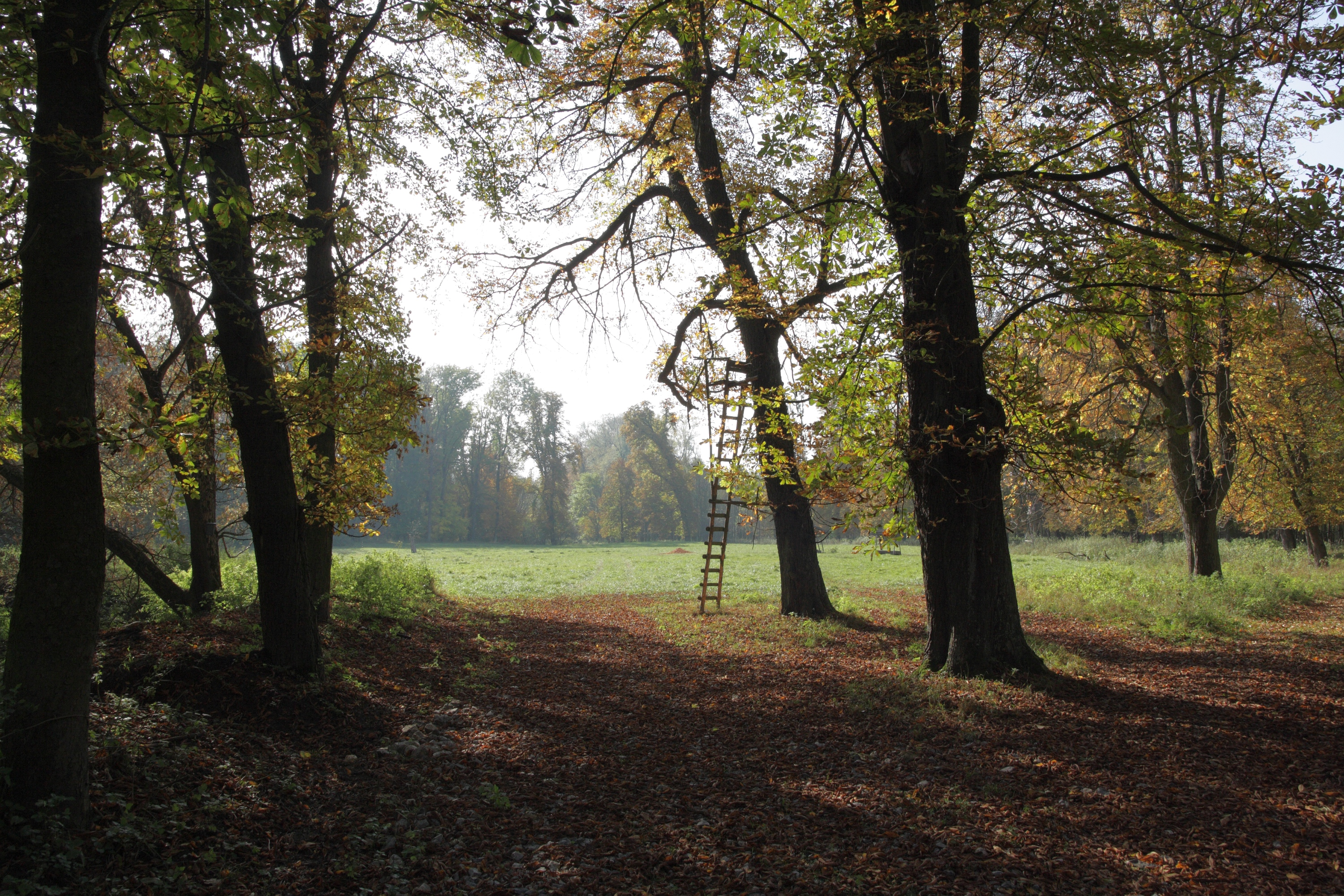
obora